# Scottish Men's National League
Lo Scottish Men's National League è una lega di pallacanestro maschile. Si tratta del massimo campionato scozzese organizzato annualmente dalla Scottish Basketball Association e rappresenta (alla pari con la English Basketball League) il secondo livello dei campionati del Regno Unito dopo la British Basketball League, alla quale prende parte la squadra scozzese dei Glasgow Rocks.
Nato nel 1969 come campionato nazionale autonomo, precedentemente era diviso in due campionati regionali, East of Scotland Basketball League e West of Scotland Basketball League. Con la ristrutturazione dei campionati del Regno Unito la lega scozzese mantenne la propria autonomia, ripiegando a campionato di seconda divisione nel 1987.

## Storia

### Campionato
Il basket in Scozia venne introdotto dai militari americani durante la prima guerra mondiale. Ma il primo documento ufficiale fa riferimento al quotidiano The Scotsman quando pubblicò un articolo il 7 giugno 1939 su una partita di pallacanestro fra le rappresentative della Scozia ed Inghilterra. L'Inghilterra vinse 15 a 4. La seconda guerra mondiale interruppe le attività.
Nel 1947 la Scottish Basketball Association si affiliò alla FIBA.
La prima competizione di pallacanestro fu organizzata nel 1947, l'attuale Coppa di Scozia, annunciata nell'edizione del 3 giugno sempre dal giornale The Scotsman; ad assegnare il trofeo fu il Kemsley Newspapers che è tuttora il premio finale della Scottish Basketball. Da lì in poi incominciarono a nascere delle Leghe regionali ed annualmente di disputava una partita tra le selezioni Est contro Ovest (successivamente maturate nella East of Scotland Basketball League e West of Scotland Basketball League). Nel 1951 i campioni delle rispettive leghe, Glasgow Maryhill Boys Club (West Champion) ed Edinburgh Pleasance (East Champion), s'incontrarono nella finale di Scottish Cup.
Ma è nel 1955 che si conobbe il primo tentativo di organizzazione di una Lega Nazionale con la compresenza delle due leghe di Est ed Ovest, che si identificavano rispettivamente con l'area di Edimburgo e di Glasgow, che continuarono autonomamente le loro attività agonistiche. Nel maggio del 1957 la Scottish Basketball Association proseguì sulla via dell'unificazione annunciando le partecipanti alla National League 1957-1958 selezionate dalle aree di Glasgow, Edimburgo e Dundee: Glasgow Elite, Glasgow Maryhill Boys Club, Glasgow Outram Press, Edinburgh Hornets, Heriot's FP Edinburgh, Redford Wildcats, N.C.R. Dundee (National Cash Register Dundee), Bison Dundee e Ward Road Dundee. In questo primo periodo pionieristico della lega nazionale si evidenziò la supremazia della squadra dei Glasgow Elite contrastata spesso, anche in Scottish Cup, dagli Edinburgh Hornets.
All'inizio degli anni sessanta la presenza e la supremazia delle squadre statunitensi formate dai militari delle basi americane in Scozia fecero decidere alle maggiori società di pallacanestro di organizzare un torneo per determinare la migliore squadra nazionale. Con le squadre dei militari americani si organizzò nel 1966 la Scottish/American League che coinvolgeva le migliori formazioni scozzesi come l'astro nascente Boroughmuir o le squadre storiche come il Pierce Institute Glasgow, Edinburgh Hornets, Heriot's FP Edinburgh, St Michael's FP Dundee e Jordanhill College e le squadre delle basi americane di Dunoon, Edzell e Bentwaters.
Il 1967 consacrò la squadra di Boroughmuir BC ai vertici delle competizioni nazionali, duellando alla pari con le temibili formazioni delle basi americane, e fu di conseguenza la prima squadra scozzese (e di tutto il Regno Unito) a competere in Europa nella Coppa Campioni. Si giocò al Murrayfield Ice Rink ed i loro avversari furono i campioni in carica del Real Madrid. Nel 1969 la lega riuscì nell'intento di riorganizzare i campionati riunendoli nella Scottish National Basketball League che ebbe come prima partita d'apertura la sfida tra i Dalkeith Saints ed i Jordanhill College vinta dai primi per 70 a 68 giocata a Kirknewton. Gli anni settanta videro il dominio incontrastato e per quasi due lustri della formazione di Boroughmuir, interrotta solamente nel 1979 dalla vittoria di Paisley BC.
Sul finire degli anni settanta il magnate dell'acciaio David Murray fondò il Murray Edinburgh (poi trasferitosi a Livingston e conosciuto come MIM Livingston, acronimo di Murray Internation Metal il main sponsor) riunendo a sé alcune formazioni dell'area di Edimburgo come gli storici Edinburgh Hornets, Sporting Club Pentland o i Polonia Basketball Club, squadra che successivamente dominò la scena negli anni ottanta e novanta forte degli impegni finanziari forniti dal magnate dell'acciaio e proprietario Murray. Tali successi portarono la formazione scozzese nel 1987 (trasferitasi nel mentre a Livingston, un sobborgo di Edimburgo per poter costruire un proprio palazzetto dello sport) ad iscriversi anche nella lega professionistica del Regno Unito, la British Basketball League, lasciando una seconda formazione nel campionato scozzese diventato il secondo livello dei campionati del Regno Unito. Nella BBL al suo primo anno vinse subito il campionato battendo in finale il Portsmouth, mentre l'anno successivo arrivò ugualmente in finale, ma venne battuta dall'altra formazione scozzese, i Glasgow Rangers (anch'essa di proprietà di David Murray che gareggio solo nell'annata 1988-89). In concomitanza con l'abbandono dello sponsor il Livingston si ritirò dalla BBL per gareggiare soltanto nella lega scozzese con il nome di Livingston Bulls, continuando comunque a dominare il campionato fino al 1998. In questo periodo solo due formazioni riuscirono ad interrompere lo strapotere della squadra di Murray, sia in campionato che in coppa, e furono il Falkirk (sponsorizzato Team Solripe e P&D Windows) nel 1985, tra le cui file spiccava l'americano Bobby Kinzer ed era allenato da Kevin Cadle, ed il Cumnock Curries nel 1988.
Con il declino e la sparizione dei Livingston Bulls, poi Midlothian Bulls negli ultimi anni, l'asse della predominanza nel campionato scozzese, fino ad all'ora di appannaggio edimburghese con Boroughmuir e Murray Edinburgh/Livingston, si spostò verso ovest con le vittorie dei Glasgow City Sport Division (a circa quarant'anni di distanza dai Glasgow Elite della prima National League) nel 1999, ai Paisley St. Mirren riportando il titolo a Paisley dopo vent'anni, nel 2000, i Falkirk Fury nel 2001 rinverdendo i vecchi fasti del Team Solripe degli anni ottanta, ed i Troon Tornadoes nel 2002, degni prosecutori del Cumnock Curries nell'area dell'Ayrshire scozzese.
Successivamente, negli anni duemila, un'altra formazione di Edimburgo prese a dominare il campionato, i Kings (già presenti dagli anni settanta con la denominazione Portobello Old Parish Church Youth Club POPYC), raggiungendo e vincendo più volte anche la Scottish Cup e duellando soprattutto con Troon, Falkirk e Paisley.
Dopo un periodo di contrazione numerica dovuto ad abbandoni di alcune delle formazioni dal campionato, la stagione 2010-11 vide l'allargamento della lega con l'aggiunta di quattro società: il Dunfermline Reign (già presente in passato nella SNL), gli Stirling Knights, il Glasgow University ed il Glasgow Rocks con la formazione Senior.

### Scottish Cup
Insieme alla Lothian Basketball League, la Scottish Cup fu il precursore e l'antesignano del campionato scozzese di pallacanestro. La prima edizione si giocò nel 1947 e crebbe sotto l'influenza sia degli istituti scolastici che dei giocatori provenienti dalle basi americane fino agli anni settanta. Nei primi anni della manifestazione le finali vennero disputate dai campioni della East of Scotland Basketball League e West of Scotland Basketball League.

## Squadre della Scottish Men's National League
| Boroughmuir Blaze                                  | Edimburgo         | Edimburgo            | dal 1969–70 al 2015-16 (44) |
| Dunferml. Reign                                    | Dunfermline       | Fife                 | dal 1991–92 al 2015-16 (15) |
| Edinburgh Kings                                    | Edimburgo         | Edimburgo            | dal 1989–90 al 2015-16 (27) |
| Edinburgh University                               | Edimburgo         | Edimburgo            | dal 2007-08 al 2015-16 (3)  |
| Falkirk Fury                                       | Falkirk           | Falkirk              | dal 1996–97 al 2015-16 (20) |
| Paisley St. Mirren                                 | Paisley           | Renfrewshire         | dal 1997–98 al 2015-16 (19) |
| Glasgow Storm                                      | Glasgow           | Glasgow              | dal 2002–03 al 2015-16 (14) |
| Glasgow University                                 | Glasgow           | Glasgow              | dal 2011-12 al 2015-16 (5)  |
| Tayside Musketeers                                 | Arbroath / Dundee | Angus / Dundee       | dal 2002–03 al 2015-16 (3)  |
| Troon Tornadoes                                    | Troon             | Ayrshire Meridionale | dal 1998–99 al 2015-16 (18) |
| formazioni scomparse o non più presenti nella lega |                   |                      |                             |
| Stirling Knights                                   | Stirling          | Stirling             | dal 2011–12 al 2014-15 (4)  |
| Glasgow Rocks                                      | Glasgow           | Glasgow              | dal 2010–11 al 2014-15 (5)  |
| E.L. Peregrines                                    | Musselburgh       | East Lothian         | dal 2001-02 al 2010–11 (10) |
| Grampian Flyers                                    | Ellon             | Aberdeenshire        | dal 2001-02 al 2008-09 (6)  |
| Midlothian Bulls                                   | Dalkeith          | Midlothian           | dal 1978-79 al 2000-01 (23) |
| Glasgow City SD                                    | Glasgow           | Glasgow              | dal 1986-87 al 2006-07 (21) |
| PSG Gators                                         | Glasgow           | Glasgow              | dal 1969–70 al 1999-00 (30) |
| Edinburgh Hornets                                  | Edimburgo         | Edimburgo            | dal 1973-74 al 1977-78 (5)  |
| Dalkeith Saints                                    | Dalkeith          | Midlothian           | da 1969-70 al 1991-92 (18)  |
| Glasgow Rangers                                    | Glasgow           | Glasgow              | 1988-89 (1)                 |
| Jordanhill College                                 | Jordanhill        | Glasgow              | dal 1969-70 al 1978-79 (10) |
| Falkirk                                            | Falkirk           | Falkirk              | dal 1981-82 al 1987-88 (6)  |
| Aberdeen Buccaneers                                | Aberdeen          | Aberdeen             | dal 1999-00 al 2000-01 (2)  |
| Heriot's FP Edinburgh                              | Edimburgo         | Edimburgo            | dal 1969-70 al 1971-72 (3)  |

## Albo d'oro

### Anni cinquanta
| anno                      | campione             | campionato                                             |
| ------------------------- | -------------------- | ------------------------------------------------------ |
| West/East League          |                      |                                                        |
| 1950-51                   | /                    | Glasgow Maryhill Boys Club (West of Scotland Champion) |
| 1950-51                   | /                    | Edinburgh Pleasance (East of Scotland Champion)        |
| 1951-52                   | /                    | ? (West of Scotland Champion)                          |
| 1951-52                   | /                    | ? (East of Scotland Champion)                          |
| 1952-53                   | /                    | ? (West of Scotland Champion)                          |
| 1952-53                   | /                    | USN Kirknewton Comets (East of Scotland Champion)      |
| 1953-54                   | /                    | ? (West of Scotland Champion)                          |
| 1953-54                   | /                    | USN Kirknewton Comets (East of Scotland Champion)      |
| 1954-55                   | /                    | ? (West of Scotland Champion)                          |
| 1954-55                   | /                    | Edinburgh Hornets (East of Scotland Champion)          |
| National League (1955-60) |                      |                                                        |
| 1955-56                   | Glasgow Elite        | ? (West of Scotland Champion)                          |
| 1955-56                   | Glasgow Elite        | Edinburgh Hornets (East of Scotland Champion)          |
| 1956-57                   | Glasgow Elite        | Glasgow Outram Press (West of Scotland Champion)       |
| 1956-57                   | Glasgow Elite        | ? (East of Scotland Champion)                          |
| 1957-58                   | Glasgow Outram Press | Glasgow Outram Press (West of Scotland Champion)       |
| 1957-58                   | Glasgow Outram Press | Edinburgh Hornets (East of Scotland Champion)          |
| 1958-59                   | Glasgow Elite        | Glasgow Elite (West of Scotland Champion)              |
| 1958-59                   | Glasgow Elite        | Edinburgh University (East of Scotland Champion)       |
| 1959-60                   | Glasgow Elite        | Glasgow Elite (West of Scotland Champion)              |
| 1959-60                   | Glasgow Elite        | Edinburgh University (East of Scotland Champion)       |

### Anni sessanta
| anno                        | campione                 | campionato |
| --------------------------- | ------------------------ | --- |
| West/East League            |                          | |
| 1960-61                     | ?                        | West of Scotland League, Div.1 1960-61 Squadre partecipanti: - King's Park Glasgow - Glasgow Jordanhill College - Glasgow University - Phoenix Glasgow - Glasgow Elite - Pearce Institute Glasgow - IBM Greenock - USAF Prestwick Tartans                     |
| 1960-61                     | Edinburgh Hornets        | East of Scotland League, Div.1 1960-61 1. Edinburgh Hornets Squadre partecipanti: - Edinburgh University - Dundas-Grangemouth BC - Ka-el BC |
| 1961-62                     | IBM Greenock             | West of Scotland League, Div.1 1961-62 1. IBM Greenock (10-4) 2. Glasgow University (10-4) 3. USAF Prestwick Tartans (9-5) 4. Glasgow Jordanhill College (8-6) 5. Glasgow Elite (7-7) 6. Singers (6-8) 7. King's Park Glasgow (5-9) 8. Phoenix Glasgow (1-13) |
| 1961-62                     | Edinburgh Hornets        | East of Scotland League, Div.1 1961-62 1. Edinburgh Hornets Squadre partecipanti: - Edinburgh University - Pitbauchlie Pirates - Dundas-Grangemouth BC - Ka-el BC                                                                                             |
| 1962-63                     | Pearce Institute Glasgow | West of Scotland League, Div.1 1962-63 1. Pearce Institute Glasgow Squadre partecipanti: - IBM Greenock - Glasgow Jordanhill College - Glasgow University - King's Park Glasgow - USN Warriors - Singers                                                      |
| 1962-63                     | Edinburgh Hornets        | East of Scotland League, Div.1 1962-63 1. Edinburgh Hornets |
| 1963-64                     | Pearce Institute Glasgow | West of Scotland League, Div.1 1963-64 1. Pearce Institute Glasgow Squadre partecipanti: - IBM Greenock - Glasgow Jordanhill College - Glasgow University - Singers - Penilee RedSox - King's Park Glasgow - Phoenix Glasgow                                  |
| 1963-64                     | Edinburgh Hornets        | East of Scotland League, Div.1 1963-64 1. Edinburgh Hornets Squadre partecipanti: ? |
| 1964-65                     | Pearce Institute Glasgow | West of Scotland League, Div.1 1964-65 1. Pearce Institute Glasgow Squadre partecipanti: - Glasgow Jordanhill College - Glasgow University - Penilee RedSox - Singers - IBM Greenock                                                                          |
| 1964-65                     | Edinburgh Hornets        | East of Scotland League, Div.1 1964-65 1. Edinburgh Hornets |
| 1965-66                     | YMCA Dunoon              | West of Scotland League, Div.1 1965-66 1. YMCA Dunoon Squadre partecipanti: - Pearce Institute Glasgow - Glasgow Jordanhill College - Phoenix Glasgow - Penilee RedSox - IBM Greenock - Singers                                                               |
| 1965-66                     | ?                        | East of Scotland League, Div.1 1965-66 Squadre partecipanti: - Edinburgh Hornets - Boroughmuir |
| 1966-67                     | YMCA Simon Lake          | West of Scotland League, Div.1 1966-67 1. YMCA Simon Lake Squadre partecipanti: - Glasgow Strathclyde University - Pearce Institute Glasgow - Glasgow Jordanhill College - Penilee RedSox - YMCA Marines - Phoenix Glasgow                                    |
| 1966-67                     | Boroughmuir              | East of Scotland League, Div.1 1966-67 1. Boroughmuir Squadre partecipanti: - Edinburgh Hornets |
| 1967-68                     | ?                        | West of Scotland League, Div.1 1967-68 Squadre partecipanti: - Glasgow Strathclyde University - Penilee RedSox - Glasgow Jordanhill College - King's Park Glasgow - YMCA Simon Lake - IBM Greenock                                                            |
| 1967-68                     | Edinburgh Hornets        | East of Scotland League, Div.1 1967-68 1. Edinburgh Hornets Squadre partecipanti: - Boroughmuir |
| 1968-69                     | ?                        | West of Scotland League, Div.1 1968-69 Squadre partecipanti: - USN Lakers - Glasgow Jordanhill College - USN Edzell Enforcers |
| 1968-69                     | ?                        | East of Scotland League, Div.1 1968-69 Squadre partecipanti: - Edinburgh Hornets - Boroughmuir |
| National League (1969-oggi) |                          | |
| 1969-70                     | Boroughmuir (1°)         | Division One 1969-70 1. Boroughmuir Squadre partecipanti: - Dalkeith Saints - Jordanhill College - Heriot's FP Edinburgh - USN Edzell Enforcers - USN Lakers - Pentland Redford - Penilee BC - Perth BC                                                       |

### Anni settanta
| anno    | campione              | campionato |
| ------- | --------------------- | --- |
| 1970-71 | Boroughmuir (2°)      | Division One 1970-71 1. Boroughmuir Squadre partecipanti: - Jordanhill College - Edinburgh Hornets - USN Canopus - USN Edzell Enforcers - Pentland Redford - Heriot's-Polonia Edinburgh - Penilee BC - Dalkeith Saints - Aberdeen PO Eagles |
| 1971-72 | Boroughmuir (3°)      | Division One 1971-72 1. Boroughmuir Squadre partecipanti: - Edinburgh Hornets - USN Edzell Enforcers - Pentland Redford - Jordanhill College - Heriot's-Polonia Edinburgh - Edinburgh KP Royals - Penilee BC - Aberdeen PO Eagles - Dalkeith Saints |
| 1972-73 | Boroughmuir (4°)      | Division One 1972-73 1. Boroughmuir Squadre partecipanti: - Paisley - Edinburgh Hornets - USN Edzell Enforcers - USN Sonics - Leith Polonia Edinburgh - Jordanhill College - Pentland Redford - Dalkeith Saints - Edinburgh KP Royals - Perth BC - Aberdeen PO Eagles |
| 1973-74 | Boroughmuir (5°)      | Division One 1973-74 1. Boroughmuir Squadre partecipanti: - USN Sonics - USN Edzell Enforcers - Edinburgh Hornets - Dalkeith Saints - Pentland Redford - Paisley - Leith Polonia Edinburgh - Perth BC - Jordanhill College - Aberdeen PO Eagles - Edinburgh KP Royals |
| 1974-75 | Boroughmuir (6°)      | National League-Division One 1974-75 1. Boroughmuir (Barrs Soft Drinks Boroughmuir) Squadre partecipanti: - Edinburgh Hornets - Paisley - Jordanhill College - Pentland Redford - Leith Polonia Edinburgh - Menzieshill Dundee - Dalkeith Saints - Perth BC |
| 1975-76 | Boroughmuir (7°)      | National League-Division One 1975-76 1. Boroughmuir (Barrs Soft Drinks Boroughmuir) 2. Paisley - Edinburgh Hornets - TSB Cavalry Park Edinburgh - Jordanhill College - Menzieshill Dundee - Allied Hotels - Dalkeith Saints - Forfar BC Semifinali Paisley - Edinburgh Hornets 82-61 Boroughmuir - TSB Cavalry Park Edinburgh 87-73 Finale Boroughmuir - Paisley 79-60                              |
| 1976-77 | Boroughmuir (8°)      | National League-Division One 1976-77 1. Boroughmuir (Barrs Soft Drinks Boroughmuir) Squadre partecipanti: - Paisley - Edinburgh Hornets - Jordanhill College - USN Edzell Enforcers - Menzieshill Dundee - TSB Cavalry Park Edinburgh - Dalkeith Saints |
| 1977-78 | Boroughmuir (9°)      | National League-Division One 1977-78 1. Boroughmuir (Barrs Soft Drinks Boroughmuir) Squadre partecipanti: - Dalkeith Saints - Paisley - Edinburgh Hornets - Jordanhill College - USN Edzell Enforcers - USS Holland - TSB Cavalry Park Edinburgh - Forfar BC - East Kilbride BC - Aberdeen Barratt Flyers                                                                                           |
| 1978-79 | Paisley (1°)          | National League-Division One 1978-79 1. Paisley (Grants Whisky Paisley BC) Squadre partecipanti: - Murray Edinburgh (MIM Edinburgh) - Dalkeith Saints - Boroughmuir (Barrs Soft Drinks Boroughmuir) - USS Holland - Jordanhill College - Glasgow Bannerman Vikings - Bearsden Bruins - Aberdeen Barratt Flyers - POPYC Edinburgh (GT Auto Electrics) - Cumnock Curries - TSB Cavalry Park Edinburgh |
| 1979-80 | Murray Edinburgh (1°) | National League-Division One 1979-80 1. Murray Edinburgh (MIM Edinburgh) - Boroughmuir (Barrs Soft Drinks Boroughmuir) - Paisley - Dalkeith Saints (Ultrascan Dalkeith Saints) - Glasgow Bannerman Vikings - Cumnock Curries - Inverclyde Linwood BC - TSB Cavalry Park Edinburgh - POPYC Edinburgh (GT Auto Electrics) - Bearsden Bruins                                                           |

### Anni ottanta
| anno    | campione              | campionato |
| ------- | --------------------- | --- |
| 1980-81 | Murray Edinburgh (2°) | National League-Division One 1980-81 1. Murray Edinburgh (MIM Edinburgh) Squadre partecipanti: - Boroughmuir (Barrs Soft Drinks Boroughmuir) - Paisley - Dalkeith Saints - TSB Cavalry Park Edinburgh - Glasgow Bannerman Vikings - Cumnock Curries |
| 1981-82 | Murray Edinburgh (3°) | National League-Division One 1981-82 1. Murray Edinburgh (MIM Edinburgh) - Falkirk - Paisley - Boroughmuir (Barrs Soft Drinks Boroughmuir) - Cumnock Curries - Dalkeith Saints (Dalkeith Roofing Services) - Multi Metals Edinburgh - Stirling BC (McLaren's Bridge of Allan) - Doigs Paisley |
| 1982-83 | Murray Edinburgh (4°) | National League-Division One 1982-83 1. Murray Edinburgh (MIM Edinburgh) 2. Falkirk (Team Solripe) 3. Dalkeith Saints (Dalkeith Roofing Services) 4. Paisley - Boroughmuir (Barrs Soft Drinks Boroughmuir) - Edzell Stags - Cumnock Curries - Sonex Edinburgh - East Kilbride BC - Multi Metals Edinburgh - Stirling BC (McLaren's Bridge of Allan) Semifinali Murray Edinburgh - Dalkeith Saints 93-69 Falkirk - Paisley 120-91 Finali - Dalkeith Saints - Paisley 89-67 Murray Edinburgh - Falkirk 106-72 |
| 1983-84 | Murray Edinburgh (5°) | National League-Division One 1983-84 1. Murray Edinburgh (MIM Edinburgh) Squadre partecipanti: - Boroughmuir (Barrs Soft Drinks Boroughmuir) - Falkirk (Team Solripe) - Team Glasgow Basketball (P&D Windows Glasgow) - Scottish Pride - Dalkeith Saints (Dalkeith Roofing Services) - Stirling BC (Beanstalkers) - Forth Steel Edinburgh/Falkirk - Cumnock Curries (Barr Construction Cumnock) |
| 1984-85 | Falkirk (1°)          | National League-Division One 1984-85 1. Falkirk (P&D Windows Falkirk) 2. Murray Edinburgh (MIM Edinburgh) 3. Team Glasgow Basketball 4. Scottish Pride - Boroughmuir (Crescent Boroughmuir) - Site One Seahawks - Stirling BC (Stirling Birds and Bees) - Forth Steel Falkirk Semifinali Falkirk - Team Glasgow Basketball 73-68 dts Murray Edinburgh - Scottish Pride 92-62 Finali - Team Glasgow Basketball - Scottish Pride 95-79 Falkirk - Murray Edinburgh 68-66                                       |
| 1985-86 | Murray Edinburgh (6°) | National League-Division One 1985-86 1. Murray Edinburgh (MIM Edinburgh) Squadre partecipanti: - Falkirk - Paisley - Team Glasgow Basketball - Boroughmuir (Boroughmuir Buster Browns) - Site One Seahawks - Norton House Hotel - Perth BC - Stirling BC (Stirling Birds and Bees) |
| 1986-87 | Murray Edinburgh (7°) | National League-Division One 1986-87 1. Murray Edinburgh (MIM Edinburgh) 2. Falkirk - Paisley (Paisley Glasgow Airport) - Boroughmuir - GEAR Glasgow - Cumnock Curries - Magnum Irvine - Stirling BC (Team Simpson Donald) - Team Harlequin Clydebank - Perth BC (Fair City) Semifinali Murray Edinburgh - Boroughmuir 113-58 Falkirk - Paisley 96-88 Finale Murray Edinburgh - Falkirk 126-92 |
| 1987-88 | Cumnock Curries (1°)  | National League-Division One 1987-88 1. Cumnock Curries Squadre partecipanti: - Murray Edinburgh (MIM Edinburgh) - Paisley (Paisley Glasgow Airport) - Boroughmuir - Falkirk - GEAR Glasgow - Dundee - Pentland - Stirling BC (Team Simpson Donald) |
| 1988-89 | M. Livingston (8°)    | Scottish League-Division One 1988-89 1. M. Livingston (MIM Livingston) Squadre partecipanti: - Boroughmuir - Glasgow Rangers - East End Brightsiders - Paisley - Dundee - Cumnock Curries - James Watt College |
| 1989-90 | M. Livingston (9°)    | Scottish League-Division One 1989-90 1. M. Livingston (MIM Livingston) Squadre partecipanti: - Boroughmuir - Paisley - City of Edinburgh - East End Brightsiders - Dundee - Dalkeith Saints (Kitchens Plus Saints) - Cumnock Curries |

### Anni novanta
| anno    | campione                | campionato |
| ------- | ----------------------- | --- |
| 1990-91 | M. Livingston (10°)     | Scottish League-Division One 1990-91 1. M. Livingston (Russell Corporation Livingston) Squadre partecipanti: - City of Edinburgh - Glasgow Brightsiders - Dalkeith Saints - Paisley (?) - Boroughmuir (?) - Cumnock Curries (?) |
| 1991-92 | Livingston Bulls (11°)  | Scottish League-Division One 1991-92 1. Livingston Bulls Squadre partecipanti: - Dunferml. Reign (Dunfermline Barr Electrics) - City of Edinburgh - Glasgow Brightsiders - Boroughmuir - Paisley - Pentland Star - Dalkeith Saints - Cumnock Curries - Penicuik BC (Capital Sports Penicuik) |
| 1992-93 | Livingston Bulls (12°)  | Scottish League-Division One 1992-93 1. Livingston Bulls Squadre partecipanti: - City of Edinburgh (Edinburgh Burger Kings) - Dunferml. Reign - Boroughmuir - Glasgow Brightsiders - Paisley - Pentland Star - Inverclyde Linwood BC - Cumnock Curries |
| 1993-94 | Livingston Bulls (13°)  | Scottish League-Division One 1993-94 1. Livingston Bulls Squadre partecipanti: - Paisley (Paisley Clanford) - Boroughmuir - Glasgow Brightsiders - City of Edinburgh (Edinburgh Burger Kings) - Aberdeen Tigers - Edzell Enforcers (Edzell Reebok Enforcers) - Cumnock Curries (Cumnock Team Corsa) - Inverclyde Linwood BC - Glasgow Bruins |
| 1994-95 | Livingston Bulls (14°)  | Scottish League-Division One 1994-95 1. Livingston Bulls Squadre partecipanti: - City of Edinburgh (Edinburgh Burger Kings) - Paisley - Glasgow Brightsiders - Boroughmuir - Edzell Enforcers (?) - Glasgow Bruins |
| 1995-96 | Livingston Bulls (15°)  | Scottish League-Division One 1995-96 1. Livingston Bulls Squadre partecipanti: - City of Edinburgh (Edinburgh Burger Kings) - Paisley - Glasgow Brightsiders - Boroughmuir - Edzell Enforcers - Strathkelvin BC - City of Aberdeen Leopards - Glasgow Bruins |
| 1996-97 | Livingston Bulls (16°)  | Scottish League-Division One 1996-97 1. Livingston Bulls Squadre partecipanti: - City of Edinburgh (Edinburgh Burger Kings) - Falkirk Fury - Strathkelvin BC - Glasgow City SD - Paisley - Boroughmuir |
| 1997-98 | Midlothian Bulls (17°)  | Scottish League-Division One 1997-98 1. Midlothian Bulls (22-2) 2. Glasgow City SD (21-3) 3. City of Edinburgh (Edinburgh Burger Kings) (20-4) 4. Paisley (12-12) 5. Paisley St. Mirren (10-14) 6. Falkirk Fury (7-17) 7. Boroughmuir (6-18) 8. Dunferml. Reign (6-18) 9. Glasgow Gators (4-20) |
| 1998-99 | Glasgow City SD (1°)    | Scottish National League 1998-99 1. Glasgow City SD (26-1) 2. Paisley St. Mirren (St. Mirren McDonald's) (23-4) 3. Midlothian Bulls (19-8) 4. Falkirk Fury (Clark Eriksson Falkirk Fury) (18-9) 5. Edinburgh Kings (14-13) 6. Paisley (13-14) 7. Troon Tornadoes (10-17) 8. Boroughmuir (7-20) 9. Dunferml. Reign (4-23) 10. Glasgow Gators (0-27) |
| 1999-00 | Paisley St. Mirren (1°) | Scottish National League 1999-00 1. Paisley St. Mirren (St. Mirren McDonald's) (17-1) 2. Glasgow City SD (Glasgow d2) (15-3) 3. Edinburgh Kings (13-5) 4. Falkirk Fury (Clark Eriksson Falkirk Fury) (12-6) 5. Midlothian Bulls (11-7) 6. Troon Tornadoes (7-11) 7. Paisley (5-13) 1. Aberdeen Buccaneers (5-13) 2. Dunferml. Reign (4-14) 3. Boroughmuir (2-16) PlayOff Falkirk Fury - Troon Tornadoes 74-47 - Midlothian Bulls - Paisley 75-80 Edinburgh Kings - Paisley 91-63, 92-69 Paisley St. Mirren - Falkirk Fury 70-51, 74-67 Paisley St. Mirren - Edinburgh Kings 68-64, 73-79 ot, 99-78 |

### Anni duemila
| anno    | campione             | campionato |
| ------- | -------------------- | --- |
| 2000-01 | Falkirk Fury (1°)    | Scottish National League 2000-01 1. Falkirk Fury (Clark Eriksson Falkirk Fury) 2. Edinburgh Kings 3. Paisley St. Mirren (St Mirren McDonald's) 4. Glasgow City SD (Glasgow d2) 5. Aberdeen Buccaneers 6. Midlothian Bulls 7. Troon Tornadoes 8. Boroughmuir |
| 2001-02 | Troon Tornadoes (1°) | Scottish National League 2001-02 1. Troon Tornadoes (16-1) 2. Edinburgh Kings (15-2) 3. Falkirk Fury (Clark Eriksson Falkirk Fury) (14-3) 4. E.L. Peregrines (11-6) 5. Paisley St. Mirren (9-7) 6. Glasgow Storm (8-9) 7. Grampian Flyers (6-13) 8. Boroughmuir (6-11) 9. Glasgow City SD (Glasgow d2) (3-15) 10. Dunferml. Reign (3-13) 11. Paisley St. Mirren (Jr.) (2-15)                                                 |
| 2002-03 | Edinburgh Kings (1°) | Scottish National League 2002-03 1. Edinburgh Kings (17-1) 2. Troon Tornadoes (15-3) 3. Paisley St. Mirren (St. Mirren Reid Kerr College) (13-5) 4. Falkirk Fury (Clark Eriksson Falkirk Fury) (12-6) 5. E.L. Peregrines (11-7) 6. Dunferml. Reign (Royal Bengal Dunfermline Reign) (10-8) 7. Glasgow City SD (Glasgow d2) (6-12) 8. Boroughmuir (4-14) 9. Glasgow Storm (2-16) 10. Arbroath Musketeers (0-18)               |
| 2003-04 | Edinburgh Kings (2°) | Scottish National League 2003-04 1. Edinburgh Kings (18-0) 2. Falkirk Fury (Clark Eriksson Falkirk Fury) (13-5) 3. Troon Tornadoes (12-6) 4. Paisley St. Mirren (St. Mirren McDonald's) (12-6) 5. E.L. Peregrines (11-7) 6. Dunferml. Reign (Royal Bengal Dunfermline Reign) (10-8) 7. Boroughmuir (8-10) 8. Glasgow City SD (4-14) 9. Glasgow Storm (1-17) 10. Paisley St. Mirren (Reid Kerr St. Mirren Buddies Jr.) (1-17) |
| 2004-05 | Edinburgh Kings (3°) | Scottish National League 2004-05 1. Edinburgh Kings 2. Troon Tornadoes 3. Falkirk Fury (Clark Eriksson Falkirk Fury) 4. E.L. Peregrines 5. Paisley St. Mirren (St. Mirren McDonald's) 6. Glasgow Storm 7. Grampian Flyers 8. Boroughmuir 9. Glasgow City SD (Glasgow d2) 10. Dunferml. Reign (Royal Bengal Dunfermline Reign) 11. Paisley St. Mirren (Reid Kerr St. Mirren Buddies Jr.)                                      |
| 2005-06 | Troon Tornadoes (2°) | Scottish National League 2005-06 1. Troon Tornadoes 2. Edinburgh Kings 3. Falkirk Fury (Clark Eriksson Falkirk Fury) 4. E.L. Peregrines 5. Boroughmuir 6. Paisley St. Mirren 7. Dunferml. Reign 8. Glasgow Storm 9. Glasgow City SD (Glasgow d2) 10. Ed. Buccaneers 11. Paisley St. Mirren (Reid Kerr St. Mirren Buddies Jr.) (?) 12. Grampian Flyers                                                                        |
| 2006-07 | Edinburgh Kings (4°) | Scottish National League 2006-07 1. Edinburgh Kings (14-1) 2. Falkirk Fury (Clark Eriksson Falkirk Fury) (11-4) 3. Paisley St. Mirren (10-6) 4. Boroughmuir Blaze (10-6) 5. Troon Tornadoes (10-7) 6. Glasgow Storm (8-8) 7. Ed. Buccaneers (7-9) 8. Glasgow City SD (Glasgow d2) (4-10) 9. Grampian Flyers (4-12) 10. E.L. Peregrines (1-16)                                                                                |
| 2007-08 | Edinburgh Kings (5°) | Scottish National League 2007-08 1. Edinburgh Kings (15-1) 2. Falkirk Fury (Clark Eriksson Falkirk Fury) (12-4) 3. Troon Tornadoes (12-4) 4. Paisley St. Mirren (11-5) 5. Ed. Buccaneers (9-7) 6. Glasgow Storm (7-9) 7. Grampian Flyers (4-12) 8. Boroughmuir Blaze (2-14) 9. Edinburgh University (0-16) |
| 2008-09 | Edinburgh Kings (6°) | Scottish Men's National League 2008-2009 |
| 2009-10 | Edinburgh Kings (7°) | Scottish Men's National League 2009-2010 |

### Anni dieci
| anno    | stagione regolare  | campione (playoff)      | campionato                               |
| ------- | ------------------ | ----------------------- | ---------------------------------------- |
| 2010-11 | Edinburgh Kings    | Edinburgh Kings (8°)    | Scottish Men's National League 2010-2011 |
| 2011-12 | Edinburgh Kings    | Edinburgh Kings (9°)    | Scottish Men's National League 2011-2012 |
| 2012-13 | Falkirk Fury       | Edinburgh Kings (10°)   | Scottish Men's National League 2012-2013 |
| 2013-14 | Falkirk Fury       | Glasgow University (1°) | Scottish Men's National League 2013-2014 |
| 2014-15 | Falkirk Fury       | Falkirk Fury (2°)       | Scottish Men's National League 2014-2015 |
| 2015-16 | Boroughmuir Blaze  | Boroughmuir Blaze (10°) | Scottish Men's National League 2015-2016 |
| 2016-17 | Falkirk Fury       | Falkirk Fury (3°)       | Scottish Men's National League 2016-2017 |
| 2017-18 | Paisley St. Mirren | Edinburgh Kings (11°)   | Scottish Men's National League 2017-2018 |
| 2018-19 | Dunferml. Reign    | Edinburgh Kings (12°)   | Scottish Men's National League 2018-2019 |
| 2019-20 | Falkirk Fury       | non assegnato           | Scottish Men's National League 2019-2020 |

Note:
- La stagione agonistica 2019-2020 non è stata completata per la pandemia Covid-19.

### Anni venti
| anno    | stagione regolare  | campione (playoff)      | campionato                               |
| ------- | ------------------ | ----------------------- | ---------------------------------------- |
| 2020-21 | non disputata      | non disputata           | non disputata                            |
| 2021-22 | Paisley St. Mirren | Paisley St. Mirren (2°) | Scottish Men's National League 2021-2022 |
| 2022-23 | Boroughmuir Blaze  | Boroughmuir Blaze (11°) | Scottish Men's National League 2022-2023 |
| 2023-24 | Falkirk Fury       | Falkirk Fury (4°)       | Scottish Men's National League 2023-2024 |
| 2024-25 | Falkirk Fury       | Falkirk Fury (5°)       | Scottish Men's National League 2024-2025 |
| 2025-26 | ?                  | campione                | Scottish Men's National League 2022-2023 |

## Squadre/Franchigie per numero di vittorie
| Franchigia         | V  | Anni |
| ------------------ | -- | --- |
| Midlothian Bulls   | 17 | 1979-80, 1980-81, 1981-82, 1982-83, 1983-84, 1985-86, 1986-87 (come Murray Edinburgh), 1988-89, 1989-90, 1990-91 (come M. Livingston), 1991-92, 1992-93, 1993-94, 1994-95, 1995-96, 1996-97 (come Livingston Bulls), 1997-98 |
| Edinburgh Kings    | 12 | 2002-03, 2003-04, 2004-05, 2006-07, 2007-08, 2008-09, 2009-10, 2010-11, 2011-12, 2012-13, 2017-18, 2018-19 |
| Boroughmuir Blaze  | 11 | 1969-70, 1970-71, 1971-72, 1972-73, 1973-74, 1974-75, 1975-76, 1976-77, 1977-78 (come Boroughmuir) 2015-16, 2022-23 |
| Falkirk Fury       | 5  | 2000-01, 2014-15, 2016-17, 2023-24, 2024-25 |
| Troon Tornadoes    | 2  | 2001-02, 2005-06 |
| Paisley St. Mirren | 2  | 1999-00, 2021-22 |
| Glasgow University | 1  | 2013-14 |
| Glasgow City SD    | 1  | 1998-99 |
| Cumnock Curries    | 1  | 1987-88 |
| Falkirk            | 1  | 1984-85 |
| PSG Gators         | 1  | 1978-79 (come Paisley) |

N.B.: in grassetto le squadre ancora presenti nella lega.

## Giocatori famosi
- Robert Archibald
- Kieron Achara
- Iain MacLean
- Gareth Murray
- Simon Flockhart